# Tukanbartvogel
Der Tukanbartvogel (Semnornis ramphastinus) auch Tukan-Bartvogel gehört zur südamerikanischen Gattung der Zinkenschnäbel innerhalb der Ordnung der Spechtvögel. Derzeit wird er noch in die Familie der Bartvögel klassifiziert. Neuere DNA-Analysen haben jedoch gezeigt, dass die Bartvogelfamilie paraphyletisch ist. Das heißt, die Bartvögel der Neuen Welt, zu denen der Tukanbartvogel zählt, sind näher mit den Tukanen verwandt als mit den Bartvögeln der Alten Welt. Für die Gattung der Zinkenschnäbel wurde deshalb eine eigene Familie mit der Bezeichnung Semnornithidae vorgeschlagen.

## Beschreibung
Die Körperlänge beträgt 22 Zentimeter. Männchen haben eine Flügellänge von 9,7 bis 11 Zentimeter, der Schwanz misst zwischen 7,2 und 8,3 Zentimeter. Die Schnabellänge beträgt 2,2 bis 2,4 Zentimeter. Weibchen haben ähnliche Körpermaße.
Bei den Männchen sind der Oberkopf und der Nacken schimmernd schwarz. Ein schwarzer Hinterscheitel aus verlängerten Federn kontrastiert mit einem weißen Augenstreif. Bei den Weibchen fehlen die verlängerten Federn. Die Kopfseiten, die Brust und die Kehle sind blaugrau. Die Oberseite weist ein dunkles braun auf und der Steiß ist gelblich. Die Flügel sind dunkel bläulichgrau und braun. Die Unterseite ist gelblich grau und einer rötlichen Verfärbung an Brust und Bauch. Der kurze Schwanz ist graublau. Der Schnabel ist hellgelb mit einer dunklen Spitze. Die Beine sind grün, die Augen rotbraun. Ihr Ruf, den die Paare meist im Duett vorführen, ist antiphonisch (Wechselgesang).

## Vorkommen und Lebensraum
Vom Tukanbartvogel existieren zwei Unterarten. Semnornis ramphastinus ramphastinus kommt im südwestlichen Kolumbien (Valle del Cauca, Cauca und Nariño) vor. Semnornis ramphastinus caucae ist im nordwestlichen Ecuador heimisch. Sein Lebensraum sind Bergnebelwälder in einer Höhe von 1000 bis 1400 m in der niederschlagsreichen Chocó-Region am Westfuß der Anden.

## Lebensweise und Ernährung
Tukanbartvögel ernähren sich ausschließlich von Früchten. Sie sind standorttreu und verteidigen ihr Revier das ganze Jahr über. Interessant ist die Brutpflege der Tukanbartvögel. Sie brüten in Gruppen. Nicht nur die Eltern kümmern sich um die Ausbrütung der Eier und die Jungenaufzucht, sondern auch die Nachkommenschaft aus vorherigen Bruten. Die Nester und Schlafplätze befinden sich in Baumhöhlen. Die Brutzeit dauert 15 Tage und die Jungen sind nach 45 Tagen flügge.

## Belege

### Einzelbelege
1. ↑   Short et al., S. 321